# アグン山
アグン山（アグンさん、インドネシア語: Gunung Agung）とは、バリ島の北東部に位置する成層火山である。標高は3,014mで同島で最も高く（3,314m表記もみられる）、国内に14座ある3000ｍ級の火山のうち11位の高山である。名前も「最高」を意味し、古くより聖なる山として崇拝の対象で、周囲にはバリ・ヒンドゥーの寺院が多い。
1963年から1964年にかけて20世紀で世界最大規模の噴火の一つを起し、千名を越える死者を出した。

## 特徴
アグン山は活火山で、円錐形の山体を持ち、富士山に近い姿をしているが、これと比べると山体が若干東西に長い。山頂には直径900mほどの火口もある。また、側火山のPawonが東南麓にある。アグン山の長期噴出率は現在まで10万年間の平均でも3km3/1000年に達し非常に大きい。1800年以降、大きな噴火は、1808年、1821年、1843年、1963年の4回が知られている。

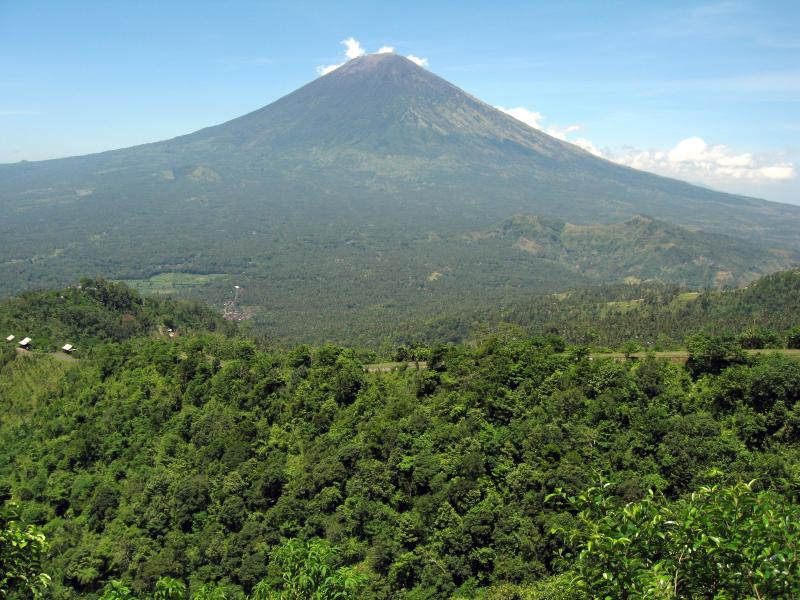
東から

## 噴火
1963-64年
1963年2月18日から始まり、1964年1月27日に終わった噴火である。火砕流とラハールにより、インドネシアの火山地質災害対策局によると死者1,148名、負傷者296名を出したとしている。
噴火の初期は溶岩流を発生させたものだった。2月18日からの26日間に、安山岩質の塊状溶岩を7.5kmにわたって流下させた。
1963年3月17日に大きな爆発を起し、推定海抜19～26kmの高さの噴煙柱を発生させた。同年5月16日の爆発でも～20kmの高さの噴煙柱を発生させた。
噴火の規模は熔岩、火砕流、火山灰、火山砂礫の総計で3億m3。この噴火により、北半球の平均気温を0.5度近くも低下させたことがよく知られている。またこの噴火が契機となり、大気科学的アプローチによる観測が行なわれ、火山噴火が大気に与える影響の実態をより正確に調べることができるようになった。
2017-18年

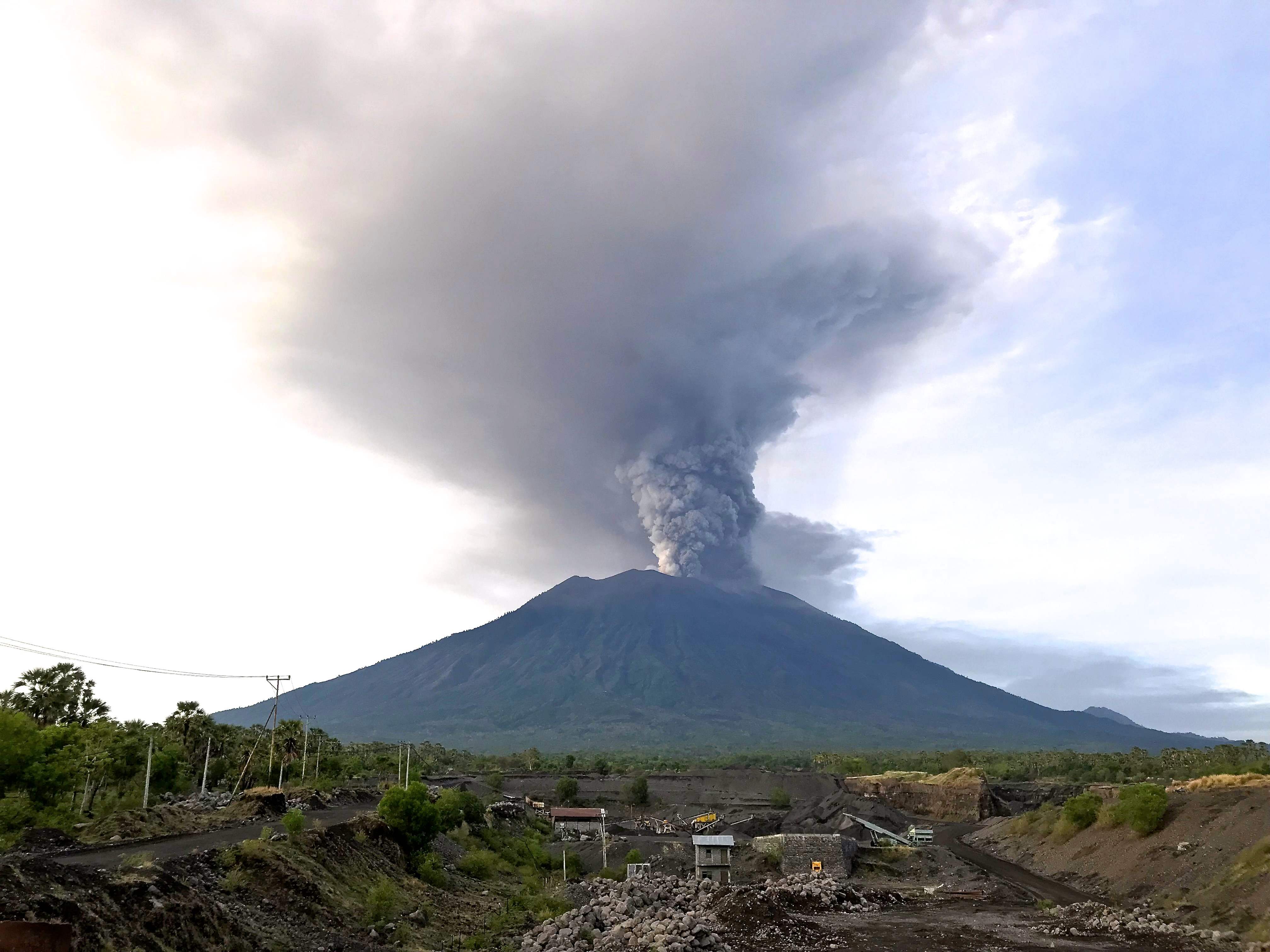
2017年11月27日

2017年9月22日、インドネシア国家災害対策庁(BNPB)が警戒レベルを最高位まで引き上げ、山頂から9km圏内に加え、北、北東、南東、南～南西部は12km圏内の区域への立ち入りが禁止されたことを受け、外務省は同年9月23日より、アグン山及びその周辺への渡航を中止又は延期するよう求めている。同年11月21日、噴煙が上がり、同25日に噴火が活発化したため住民が避難し、ングラ・ライ国際空港が閉鎖された。
2018年6月28日-29日、火山灰を噴き上げる噴火があり空港が閉鎖。同年7月2日、山頂付近から溶岩流出を伴う大噴火。溶岩流は、半径2kmの範囲で流出した。

## 宗教的側面
アグン山は島の火の神がいる場所として古くから信仰の対象とされてきた。バリ・ヒンドゥーの人びとは、山側を聖なる方位とみなす宗教観をもつ。アグン山の南西麓にはバリ・ヒンドゥーの総本山であるブサキ寺院が建てられている。

## 登山
アグン山への登山道は、山体の南東・南・西側にある。ブサキ寺院を基点とする西登山道が一般的。なお、登山者が寺院の水を汲み出すことは禁じられている。
山頂には火口があり、火口縁に登山道は無い。山頂では、東方にロンボク島のリンジャニ山を望むことができるが、雲で覆われていることが多い。空気が澄む早朝の眺めが良い。

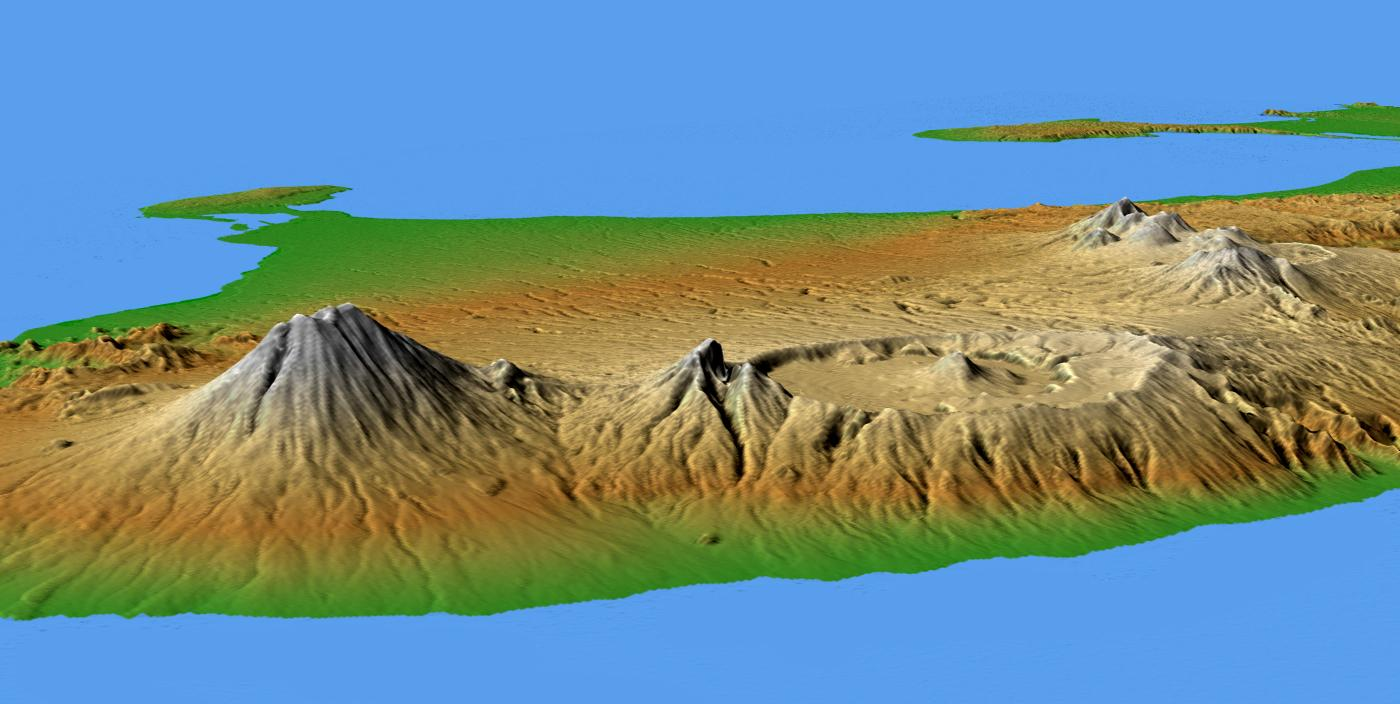
バリ島北東部の地形。左がアグン山 右のカルデラはバトゥール火山
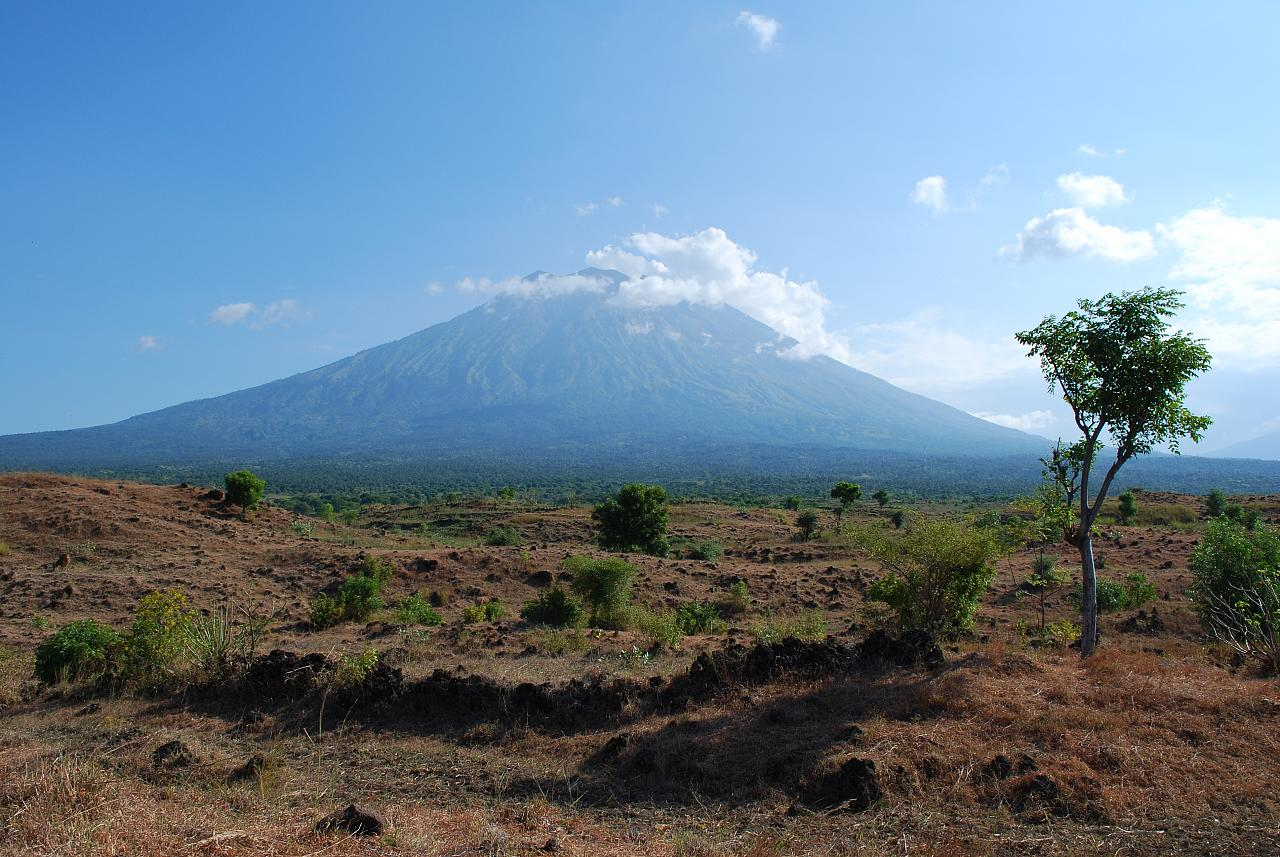
北東から
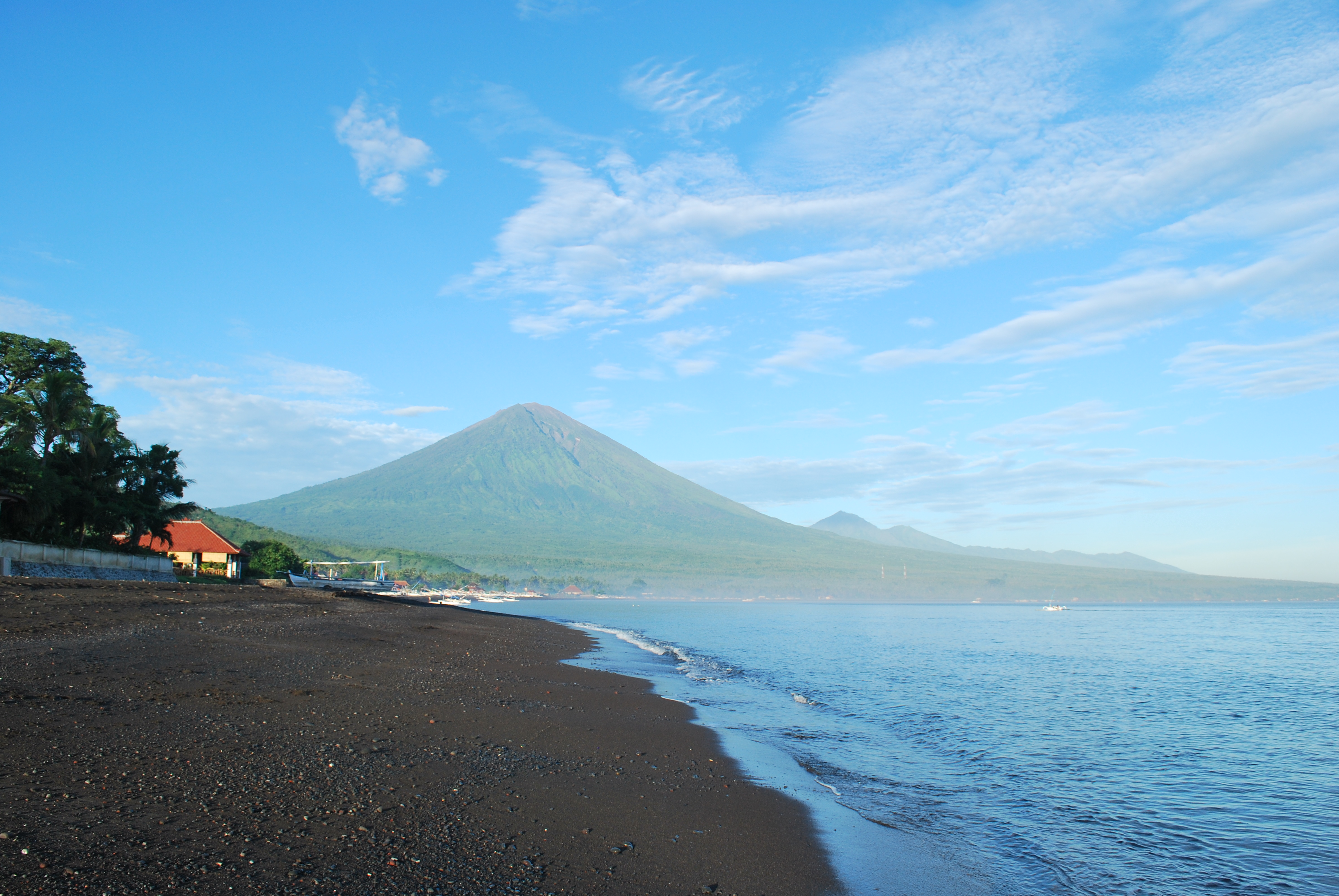
東から
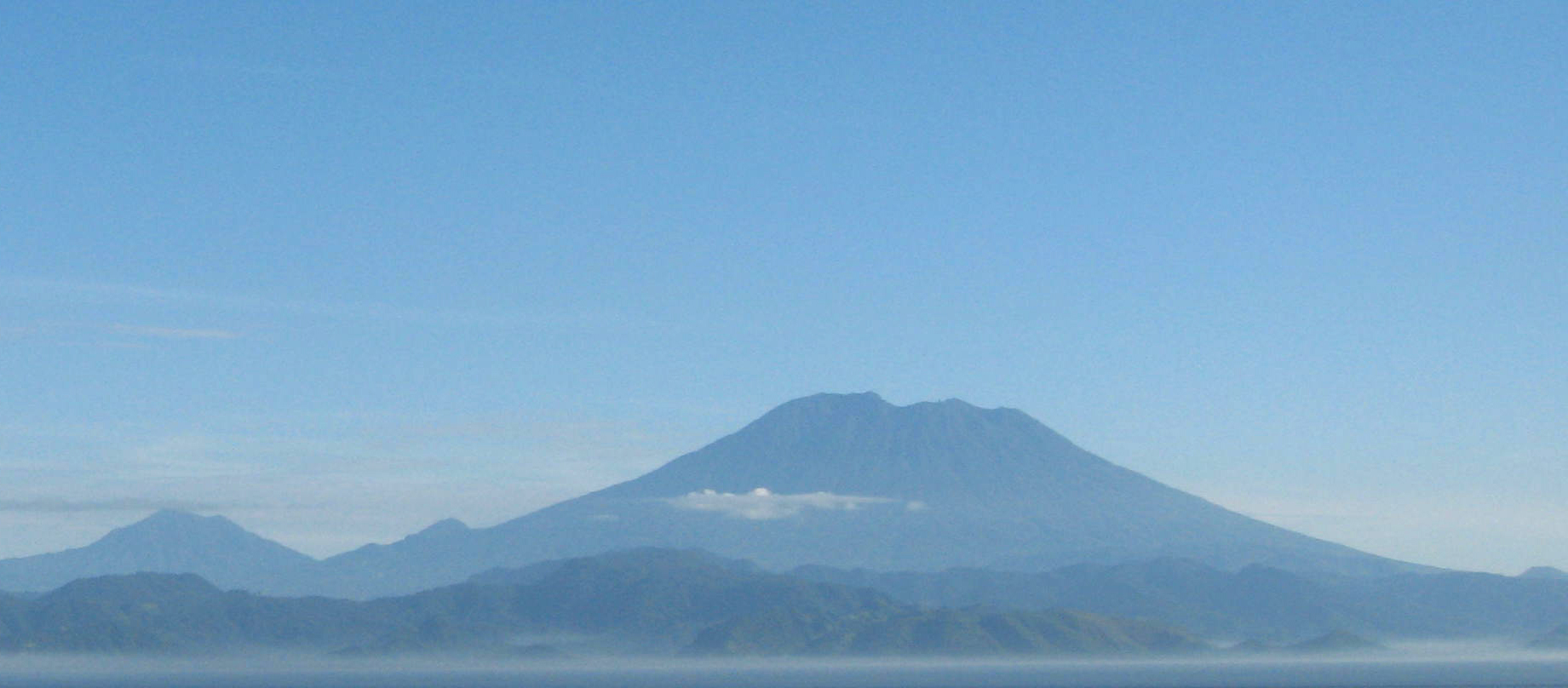
南東から
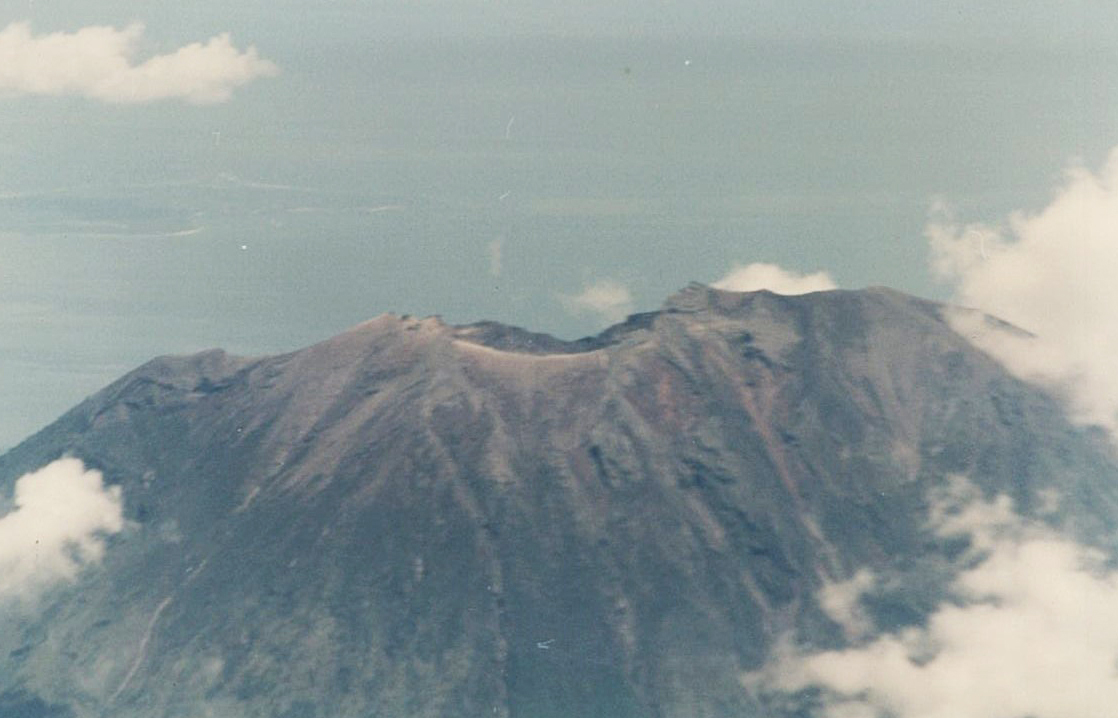
山頂部
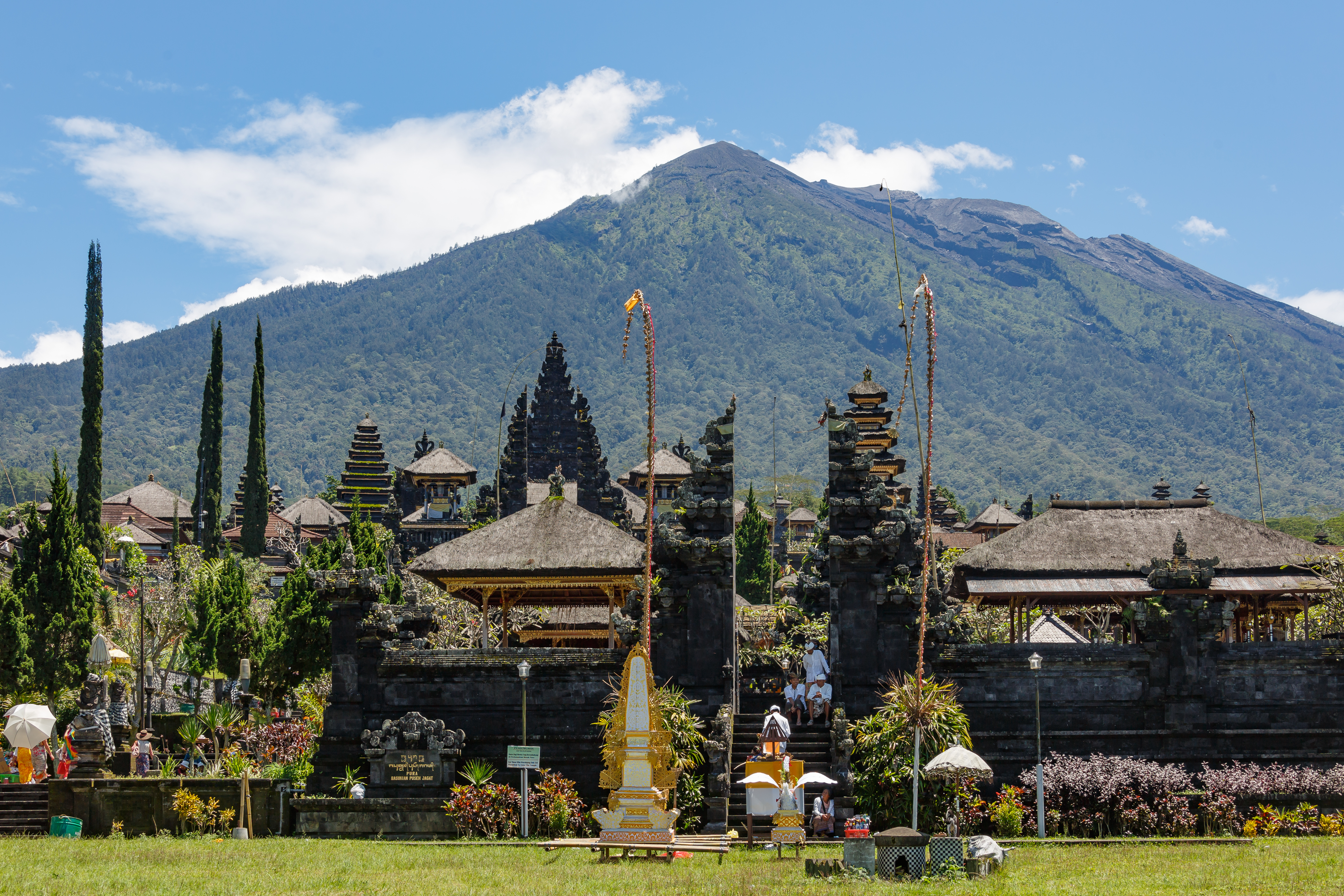
ブサキ寺院と南西から見たアグン山
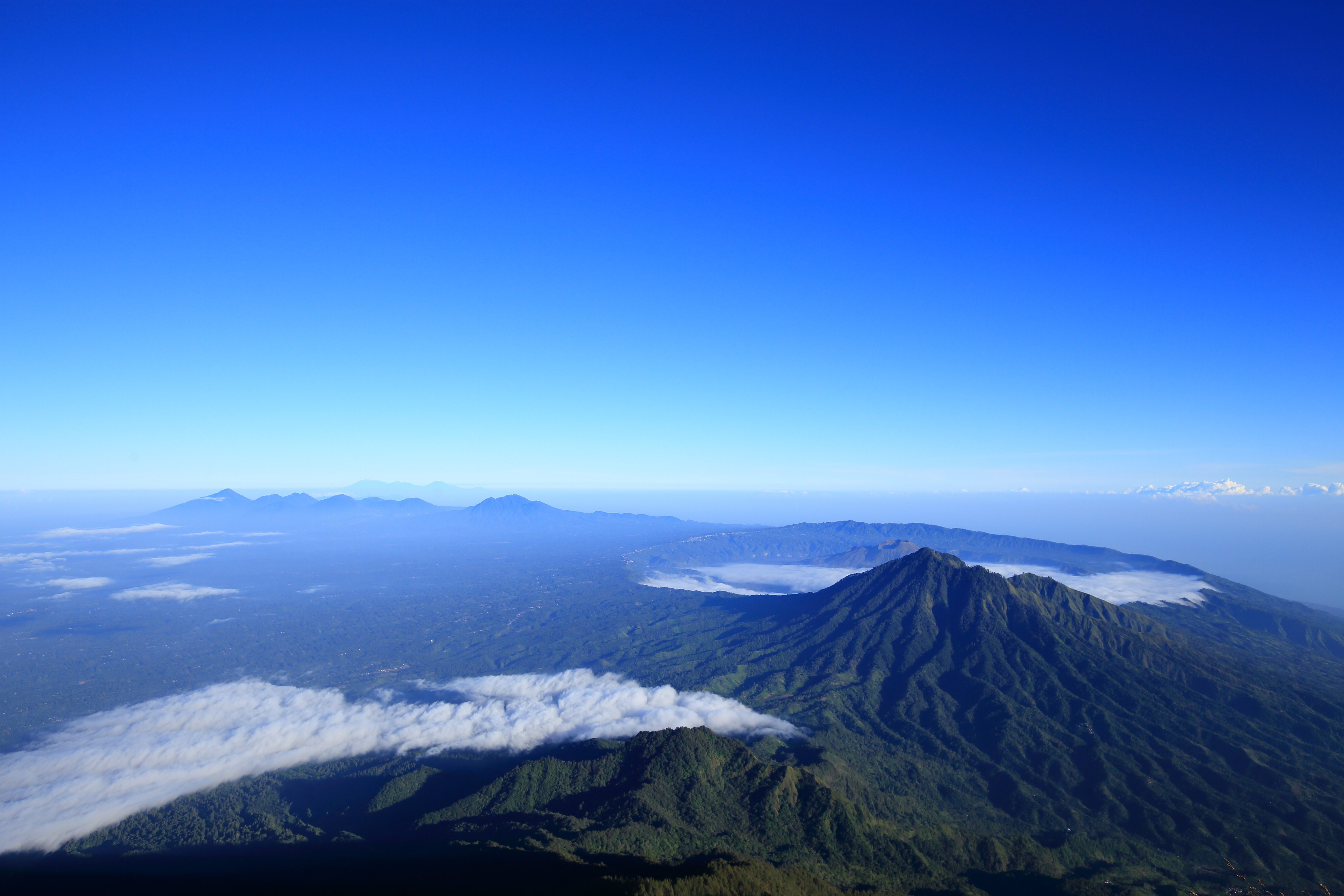
アグン山から西の眺望